# ジーノ・ファン・ケッセル
ジーノ・ロナルド・ファン・ケッセル（Gino Ronald van Kessel、1993年3月9日 - ）は、オランダとキュラソーのサッカー選手。キュラソー代表。ポジションはFW。

## クラブ歴

### アヤックス
2012年にAZアルクマールの下部組織でコパ・アムステルダムで5得点し得点王に輝いた後にアヤックス・アムステルダムのアカデミーに移籍。セカンドチームに在籍した。
2012年12月にアルメレ・シティFCへレンタル移籍し、アヤックス時代のチームメイトであるスフェン・ニーヴポールト、ヘンリ・トイヴォマキと共にプレーする事となった。エールステ・ディヴィジでプロ初出場、10試合1得点の結果を残した。
2013-14シーズンに先だってアヤックスに復帰、コパ・アムステルダムに出場し3得点し2年連続の得点王となった。それ以外にも背番号34番をつけてプレシーズンのトレーニングキャンプに帯同、SDCプッテンとの親善試合でトビアス・サナに代わって途中出場し、1-4のアウェー勝利を掴んだ。
2013年7月14日にフォルトゥナ・リーガに所属するASトレンチーンへの半年のレンタル移籍が発表された。なお、このクラブの所有者はチェン・ラ・リンで、元アヤックスの選手であるという好もあっての移籍であった。背番号は9番を与えられた。18日に行われたUEFAヨーロッパリーグ 2013-14 予選のアウェーのIFKヨーテボリ戦が彼の迎えた初めての試合であったが、彼はベンチを温めるのみであった。初出場となったのはリーグのFCスパルタク・トルナヴァ戦で、スターティングメンバーに名を連ねてのデビューであったが、56分に警告を受けたのもあり61分に交代、チームもアウェーで2-1の敗北となった。8月8日のAFCアストラ・ジュルジュ戦の61分にカロル・モンデクに代えて投入され国際大会初出場をすると88分に初得点をあげた。この得点によって試合は2-2の引分に終わったが、もう1試合と合わせて3-5の敗北となりヨーロッパリーグを後にした。11日に行われたFC DAC 1904ドゥナイスカー・ストレダ戦でリーグ初得点をあげ、6-0の大勝の一助となった。リーグを2位で折り返した12月1日にアムステルダムへと戻る事となり、リーグでは16試合8得点6アシスト、ヨーロッパリーグでは2得点の結果を残して去った。しかし年明けの2014年1月18日に再び6か月のレンタル移籍となりトレンチーンに再加入した。

### アルル＝アヴィニョン
2014年8月25日にリーグ・ドゥのACアルル＝アヴィニョンが彼の加入を発表、2年契約での加入となった。29日のニーム・オリンピック戦で早速初出場し、アウェーながら2-2の引分となった。9月12日のトゥールFC戦で初得点し、1-0の勝利を掴んだ。

### トレンチーンに完全移籍
2015年1月1日に再びトレンチーンに加入、アヤックスからのレンタル時代に最優秀選手とサポーター最優秀選手の賞を受けた選手が復帰するという形になった。再デビューは2月28日のFKドゥクラ・バンスカー・ビストリツァ戦で、2-0でホームでの勝利となった。

### スラヴィア・プラハ
2016年7月にSKスラヴィア・プラハに加入。移籍金は120万ユーロと算定され、これはチェコ史上最高額ともされている。7月21日のUEFAヨーロッパリーグ 2016-17 予選のFCレバディア・タリン戦で初出場。
2016-17シーズンの冬の移籍市場最終日にエクストラクラサに所属するレヒア・グダニスクへの6か月のレンタル移籍が発表された。しかし、出場は3試合166分に止まり、活躍は出来なかった。
2017年8月にフットボールリーグ1のオックスフォード・ユナイテッドFCにレンタル移籍で加入。ポーツマスFCとのリーグ戦で途中出場し初出場すると初得点もあげ、3-0のホームの勝利に貢献した。

### KSVルーセラーレ
2018年8月9日、ベルギー2部のKSVルーセラーレに移籍した。

## 代表歴
2015年5月24日にパトリック・クライファート監督から6月に行われる2018 FIFAワールドカップ・北中米カリブ海2次予選のキューバ代表戦のメンバーとしてキュラソー代表に初招集を受けた。6月10日のキューバ代表とのホームゲームで69分にクエンテン・マルティノスと交代で出場し代表初出場、試合は0-0の引分に終わった。なお4日後のアウェーゲームで1-1の引分となったため、アウェーゴール差でキュラソー代表は3次予選進出を果たした。3次予選のエルサルバドル代表戦で彼は2試合ともにフル出場したが、2試合とも1-0で敗北しロシアへの道は絶たれた。
2016年3月26日に行われたカリビアンカップ2017予選のドミニカ共和国代表戦で初得点をあげた。この得点によって2-1の勝利となり、2次予選に進出する事が出来た。2次予選ではガイアナ代表、アメリカ領ヴァージン諸島代表と対戦し、ガイアナ代表戦で2得点、アメリカ領ヴァージン諸島代表戦ではハットトリックの大活躍を見せ、3次予選へ進出した。10月5日に行われたアンティグア・バーブーダ代表戦で1得点を記録し単独得点王に立ったが、11日のプエルトリコ代表戦でチームメイトのフェリトシアーノ・チュースヘンが得点したため、同予選得点王はこの2人となった。なお、キュラソー代表はこの予選を突破したため、カリビアンカップ2017及び2017 CONCACAFゴールドカップへの出場権を得た。また、彼自身もこの活躍によってCONCACAFのベストイレブンにノミネートされたが、アンドレ＝ピエール・ジニャック、ブライアン・ルイス (サッカー選手)には及ばず、選出はされなかった。

## 個人成績

### クラブ
2017年10月7日現在
| 国内大会個人成績 | 国内大会個人成績       | 国内大会個人成績 | 国内大会個人成績 | 国内大会個人成績 | 国内大会個人成績 | 国内大会個人成績 | 国内大会個人成績 | 国内大会個人成績 | 国内大会個人成績 | 国内大会個人成績 | 国内大会個人成績 |
| 年度             | クラブ                 | 背番号           | リーグ           | リーグ戦         | リーグ戦         | リーグ杯         | リーグ杯         | オープン杯       | オープン杯       | 期間通算         | 期間通算         |
| 年度             | クラブ                 | 背番号           | リーグ           | 出場             | 得点             | 出場             | 得点             | 出場             | 得点             | 出場             | 得点             |
| オランダ         | オランダ               | オランダ         | オランダ         | リーグ戦         | リーグ戦         | リーグ杯         | リーグ杯         | KNVBカップ       | KNVBカップ       | 期間通算         | 期間通算         |
| ---------------- | ---------------------- | ---------------- | ---------------- | ---------------- | ---------------- | ---------------- | ---------------- | ---------------- | ---------------- | ---------------- | ---------------- |
| 2012-13          | アルメレ・シティ       | 27               | エールステ       | 10               | 1                | -                | -                | -                | -                | 10               | 1                |
| スロバキア       | スロバキア             | スロバキア       | スロバキア       | リーグ戦         | リーグ戦         | リーグ杯         | リーグ杯         | オープン杯       | オープン杯       | 期間通算         | 期間通算         |
| 2013-14          | トレンチーン           | 9                | ツォルゴン       | 24               | 10               | -                | -                | -                | -                | 24               | 10               |
| フランス         | フランス               | フランス         | フランス         | リーグ戦         | リーグ戦         | F・リーグ杯      | F・リーグ杯      | フランス杯       | フランス杯       | 期間通算         | 期間通算         |
| 2014-15          | アルル＝アヴィニョン   | 9                | リーグ・ドゥ     | 14               | 2                | 2                | 0                | 1                | 1                | 17               | 1                |
| 2014-15          | アルル＝アヴィニョンII | 9                | ナシオナル3      | 1                | 0                | -                | -                | -                | -                | 1                | 0                |
| スロバキア       | スロバキア             | スロバキア       | スロバキア       | リーグ戦         | リーグ戦         | リーグ杯         | リーグ杯         | オープン杯       | オープン杯       | 期間通算         | 期間通算         |
| 2014-15          | トレンチーン           | 9                | フォルトゥナ     | 14               | 6                | -                | -                | 4                | 2                | 18               | 8                |
| 2015-16          | トレンチーン           | 9                | フォルトゥナ     | 33               | 17               | -                | -                | 5                | 7                | 38               | 24               |
| チェコ           | チェコ                 | チェコ           | チェコ           | リーグ戦         | リーグ戦         | リーグ杯         | リーグ杯         | オープン杯       | オープン杯       | 期間通算         | 期間通算         |
| 2016-17          | スラヴィア・プラハ     | 99               | 1部              | 7                | 2                | -                | -                | 2                | 1                | 9                | 3                |
| ポーランド       | ポーランド             | ポーランド       | ポーランド       | リーグ戦         | リーグ戦         | リーグ杯         | リーグ杯         | オープン杯       | オープン杯       | 期間通算         | 期間通算         |
| 2016-17          | レヒア・グダニスク     | 99               | エクストラ       | 3                | 0                | -                | -                | -                | -                | 3                | 0                |
| イングランド     | イングランド           | イングランド     | イングランド     | リーグ戦         | リーグ戦         | FLカップ         | FLカップ         | FAカップ         | FAカップ         | 期間通算         | 期間通算         |
| 2017-18          | オックスフォードU      | 39               | FL1              | 10               | 2                | 1                | 2                | 0                | 0                | 11               | 4                |
| 通算             | オランダ               | オランダ         | エールステ       | 10               | 1                | -                | -                | 0                | 0                | 10               | 1                |
| 通算             | スロバキア             | スロバキア       | 1部              | 71               | 33               | -                | -                | 9                | 9                | 80               | 42               |
| 通算             | フランス               | フランス         | リーグ・ドゥ     | 14               | 2                | 2                | 0                | 1                | 1                | 17               | 3                |
| 通算             | フランス               | フランス         | ナシオナル3      | 1                | 0                | -                | -                | 0                | 0                | 1                | 0                |
| 通算             | チェコ                 | チェコ           | 1部              | 7                | 2                | -                | -                | 2                | 1                | 9                | 3                |
| 通算             | ポーランド             | ポーランド       | エクストラ       | 3                | 0                | -                | -                | 0                | 0                | 3                | 0                |
| 通算             | イングランド           | イングランド     | FL1              | 10               | 2                | 1                | 2                | 0                | 0                | 11               | 4                |
| 総通算           | 総通算                 | 総通算           | 総通算           | 117              | 40               | 3                | 2                | 12               | 11               | 132              | 53               |

### 代表
2017年7月26日現在
代表での得点一覧
| # | 日附          | 場所             | 対戦相手                 | 得点 | 結果 | 大会                     |
| - | ------------- | ---------------- | ------------------------ | ---- | ---- | ------------------------ |
| 1 | 2016年3月26日 | ウィレムスタット | ドミニカ共和国           | 1–0  | 2–1  | カリビアンカップ2017予選 |
| 2 | 2016年6月1日  | ウィレムスタット | ガイアナ                 | 2–1  | 5–2  | カリビアンカップ2017予選 |
| 3 | 2016年6月1日  | ウィレムスタット | ガイアナ                 | 4–1  | 5–2  | カリビアンカップ2017予選 |
| 4 | 2016年6月7日  | ウィレムスタット | アメリカ領ヴァージン諸島 | 1–0  | 7–0  | カリビアンカップ2017予選 |
| 5 | 2016年6月7日  | ウィレムスタット | アメリカ領ヴァージン諸島 | 3–0  | 7–0  | カリビアンカップ2017予選 |
| 6 | 2016年6月7日  | ウィレムスタット | アメリカ領ヴァージン諸島 | 5–0  | 7–0  | カリビアンカップ2017予選 |
| 7 | 2016年10月5日 | ウィレムスタット | アンティグア・バーブーダ | 3–0  | 3–0  | カリビアンカップ2017予選 |
| 8 | 2018年3月23日 | ウィレムスタット | ボリビア                 | 1–0  | 1–1  | 親善試合                 |

| キュラソー代表 | キュラソー代表 | キュラソー代表 |
| 年             | 出場           | 得点           |
| -------------- | -------------- | -------------- |
| 2015           | 2              | 0              |
| 2016           | 8              | 7              |
| 2017           | 8              | 0              |
| 2018           | 1              | 1              |
| 計             | 19             | 8              |

## タイトル

### クラブ
ASトレンチーン
- フォルトゥナ・リーガ: 2014-15, 2015-16
- スロヴェンスキー・ポハール: 2014-15, 2015-16

スラヴィア・プラハ
フォルトゥナ・リガ: 2016-17

### 代表
キュラソー代表
- カリビアンカップ: 2017
- キングスカップ: 2019

### 個人
- コパ・アムステルダム得点王: 2012, 2013[29]
- ASトレンチーン最優秀選手: 2013-14[13]
- ASトレンチーンサポーター選出最優秀選手: 2013-14[13]
- フォルトゥナ・リーガ得点王: 2015-16[30]
- カリビアンカップ予選得点王: 2017[28]
- カリビアンカップ得点王: 2017